# Бурсиан, Виктор Робертович
Ви́ктор Ро́бертович Бурсиа́н (25 декабря 1886 (6 января 1887), Санкт-Петербург — 15 декабря 1945, Ленинград) — советский физик-теоретик и геофизик, специалист по электродинамике и термодинамике, физике кристаллов, теории электроразведки.

## Биография
Родился в семье врача, специалиста по лечебной физической культуре (одно время работал вместе с П.Ф.Лесгафтом) Роберта Робертовича Бурсиана (1851—1942, погиб в блокадном Ленинграде) и Анны Антоновны Вальтер (1864—1911), из семьи, давшей целую плеяду известных ученых, сестры Ф.А.Вальтера.  Роберт Робертович Бурсиан служил хирургом в русской армии, участвовал в войне на Балканах, работал в качестве врача в детских приютах. В семье было семеро детей.
Двоюродные братья Виктора Робертовича — А.Ф.Вальтер, А.К.Вальтер, Г.Г. Вейхардт. 
В 1904 году окончил с золотой медалью гимназию «Анненшуле» и поступил на физико-математический факультет Императорского Санкт-Петербургского университета. 
В 1906 году по приглашению Ф. Пашена в течение года учился в Тюбингенском университете. 

В 1910 году окончил Санкт-Петербургский университет и стал в нём преподавателем, в 1918 году также стал преподавателем в Петроградском политехническом институте. В том же году стал первым учёным секретарём и первым руководителем теоретического отдела Физико-технического института, основанного А. Ф. Иоффе. В 1920 году стал членом атомной комиссии при Государственном оптическом институте под руководством Д. С. Рождественского.

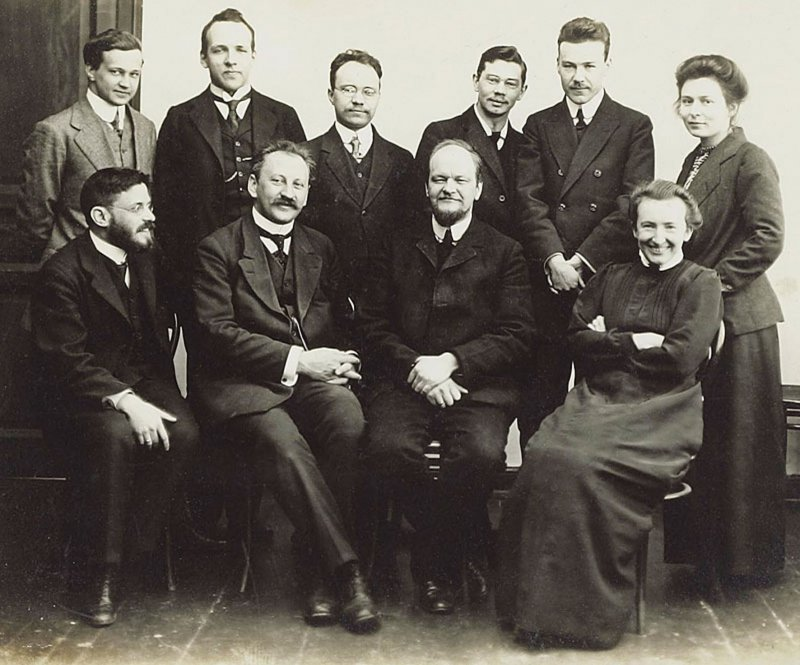
Участники петербургского кружка физиков. Сидят (слева направо): П. Эренфест, А. Ф. Иоффе, Д. С Рождественский, Т. А. Афанасьева-Эренфест. Стоят (слева направо): В. М. Чулановский, Г. Г. Вейхардт, Л. Исаков, Г. Перлиц, В. Р. Бурсиан, Я. Шмидт.

В 1928—1933 годах принимал участие в геологических экспедициях в районы Урала, Гурьева, Свердловска, Нижнего Тагила, Баку, Западно-Сибирской низменности, Кузбасса, Кузнецкого Алатау, Прикаспийской низменности.
В 1932 году стал заведующим кафедрой теоретической физики Ленинградского государственного университета, в 1933 году — деканом физического факультета, в 1934 году — директором Научно-исследовательского физического института ЛГУ. Также был сотрудником Геологического комитета Центрального научно-исследовательского геологоразведочного института.
8 октября 1936 года был арестован по «Пулковскому делу» вместе с В. К. Фредериксом, П. И. Лукирским и Ю. А. Крутковым. В мае 1937 года был приговорён к десяти годам заключения Военной коллегией Верховного суда СССР, получил направление на работу в Особое техническое бюро НКВД при тюрьме «Кресты». 
В 1941 году, после начала Великой Отечественной войны, был эвакуирован в Молотов. 
В мае 1945 года был возвращён в Ленинград. 15 декабря того же года умер в тюремной больнице от болезни почек. В 1956 году посмертно реабилитирован.

### Семья
Сестры:
- Софья Робертовна Бурсиан (1888–1941). Была выслана на спецпоселение в Казахскую ССР.[5]  Ее муж — В.А. Спенглер (1886–1941, Ленинград[6]).  Из воспоминаний А.А. Ферхмин, жены В.Р. Бурсиана: «Софья Робертовна умерла в ссылке, ее муж Вадим Александрович Спенглер повесился у нас в квартире (по-видимому, не выдержал ожидания ареста), а отец моего мужа умер в конце января от голода в возрасте 90 лет»[7].
- Анна Робертовна Бурсиан (1893–1929), художница. Была замужем за художником А.А.Громовым. Похоронена рядом с матерью на Смоленском лютеранском кладбище[8][9].
- Мария Робертовна Бурсиан (в замуж. Линдлов; 1894–1968)
- Ольга Робертовна Бурсиан (1904–1996), филолог, преподаватель английского языка.  В 1-м браке замужем за Владимиром Петровичем Серебряковым, который был репрессирован[10]. Дочь Людмила (род. 1932)[11].  Во время Великой Отечественной войны попала в лагерь в Германии и после окончания войны уже не вернулась в СССР. «В 1918 году Герман и София Цейдлеры приютили Марию Бурсиан (1894–1968), племянницу Софии Цейдлер, а во время Второй мировой войны Сергей Цейдлер (1900–1970), сын профессора Цейдлера, спас из немецких концлагерей свою двоюродную сестру Ольгу Бурсиан (1904–1996) и племянников Ирину (1923–2009) и Роберта (1927–2013) Бурсиан»[12].

Братья: 
- Роберт Робертович Бурсиан (1889–после 1937), врач-ренгенолог; репрессирован[13]. Дочь от первого брака — Наталия Робертовна Бурсиан.[14], дети от второго — Ирина Робертовна (в замуж. Брысина; 1923–2009) и Роберт Робертович (1927–2013).
- Владимир Робертович Бурсиан (1891/1900?–1979),  инженер, работал в Акционерном обществе «Динамо» в Петербурге, был деканом и проректором Московского технологического института пищевой промышленности[3].

Жена (с 1929 года) — Алиса Адольфовна Ферхмин (р. 1904), физик. Во время Великой Отечественной войны Алиса Адольфофна с детьми были эвакуированы в Казань; вернулись в Ленинград в 1945 году.
- Сын — Эрик Викторович Бурсиан (1929—2003), профессор Российского государственного педагогического университета имени А. И. Герцена.
- Сын — Арнольд Викторович Бурсиан (1931—2018), доктор биологических наук, руководитель лаборатории в Институте эволюционной физиологии и биохимии имени И.М.Сеченова[16].

## Научная деятельность
Бурсиан широко известен работами по физике токов в газах и вакууме, по дисперсии и гирации, электронной теории вещества и кинетике цепных реакций. Был пионером электроразведочных методов в отечественной геофизике, по ряду вопросов опережая признанных мировых лидеров того периода братьев Шлюмберже.
Бурсиан сыграл значительную роль в становлении теоретической физики в СССР. Его учениками были В.А. Фок, Л.Э. Гуревич, А.Н. Теренин, С.В. Измайлов, А.С. Семенов и многие другие; под его руководством защищал дипломную работу Л.Д.Ландау, он тесно сотрудничал с В. К. Фредериксом и Ю. А. Крутковым.